# Fonfría (Kastylia i León)
Fonfría – gmina w Hiszpanii, w prowincji Zamora, w Kastylii i León, o powierzchni 132,23 km². W 2017 roku gmina liczyła 789 mieszkańców.